# Королевский канадский полк
Короле́вский кана́дский полк (англ. The Royal Canadian Regiment, фр. Le Régiment royal canadien) — пехотный полк Канадских вооружённых сил. Полк состоит из четырёх батальонов: трёх в регулярных вооружённых силах и одного в Основном резерве (милиции). ККП — старейший пехотный полк в регулярных вооружённых силах, но его 4-й батальон (бывшие Лондонские и оксфордские стрелки) считается 11-м в порядке старшинства среди пехотных полков Основного резерва. Четыре батальона полка базируются в Онтарио и Нью-Брансуике. Многие из его солдат набраны в последние десятилетия из Онтарио и Атлантических провинций, и полк позиционирует себя как «местный» пехотный полк для Восточной Канады.
Полковая штаб-квартира ККП находится в Петававе (Онтарио); она не играет оперативно-командной роли, но управляет полковыми делами, выходящими за пределы компетенции отдельных батальонов. Музей Королевского канадского полка находится в историческом Вулсли-холле в Лондоне (Онтарио). В казармах Вулсли в Лондоне с момента постройки Вулсли-холла в 1888 г. постоянно размещались какие-либо подразделения полка. В разное время казармы Вулсли принимали 1-й и 2-й батальоны, а в настоящий момент здесь базируется 4-й батальон.

## Порядок старшинства
Регулярные вооружённые силы:
Резерв: